# Bière du Boxer
Pour les articles homonymes, voir Boxer.
Bière du Boxer (nommée Brasserie du Boxer jusqu'en 1997) était une entreprise suisse fondée le 6 avril 1960, à Lausanne, disparue le 1er janvier 2018.

## Histoire

### 1960 à 1997 Brasserie du Boxer SA
La Brasserie du Boxer SA est fondée en 1960 à Lausanne par Albert Heusser, ancien directeur de la Brasserie Beauregard de Fribourg, avec l’intention de s’opposer au cartel de la bière qui régissait le marché brassicole en Suisse. Pour appuyer ce propos, le fondateur donne à l’entreprise le nom de Boxer, race de chien dont il fait l’élevage et dans laquelle il voit les qualités de franchise, fidélité et ténacité. C’est d’ailleurs le portrait de l’un de ses chiens, Aramis, qui devient l’emblème de la brasserie.
A.Heusser implante son site de production à Romanel-sur-Lausanne, où il fait construire une brasserie à la pointe du progrès pour l’époque et d’une capacité de production d’environ 35'000 hectolitres. La production débute en 1962.
Si les premières années sont couronnées de succès, la libéralisation du marché de la bière en 1972 et le décès de son fondateur en 1974, plongent la brasserie dans une période de déclin. La production se réduit peu à peu pour atteindre 14'500 hectolitres en 1983.
En 1982, Jean-Pierre d’Aubreby, propriétaire de la Brasserie des Enfants-de-Gayant, rachète la brasserie vaudoise. Il décide de changements radicaux au niveau du marketing, supprimant l’image du chien de l'identité visuelle de la marque. Il réussit, avec l’appui de son directeur Jörg Stierli, à redresser l’entreprise tant et si bien qu’ils décrochent en 1988 un lucratif contrat de sous-traitance pour Coop, géant suisse du commerce de détail, qui désire commercialiser sa propre bière sous le nom de Tell. Cette gestion frugale porte ses fruits et permet de ramener le volume de production à 30'000 hectolitres en 1990.
Cependant l’embellie ne dure pas. Le lucratif contrat avec Coop, qui comptait pour près d’un tiers de la production, n’est pas reconduit et la production chute à moins de 14'000 hectolitres en 1994. La même année, Jean-Pierre d’Aubreby décide de mettre en vente la brasserie. Désormais retraité et son fils ne désirant pas reprendre l’entreprise, l'entrepreneur français cède son capital action à l’homme d'affaires indien Vijay Sharma,.
Le nouveau propriétaire ne réussit cependant pas à relancer l’entreprise et les déboires financiers s'accumulent. La faillite de la Brasserie du Boxer SA est finalement prononcée en septembre 1997,.

### 1997 à 2018 Bière du Boxer SA
À la suite de la faillite, les actifs de la brasserie sont repris par Bière du Boxer SA, une nouvelle entreprise fondée par Peter Keller, déjà directeur de la brasserie sous Vijay Sharma, l’entrepreneur Lucien Grob et Löwengarten Holding SA qui détient également la brasserie Löwengarten à Rorschach.
La nouvelle société entreprend d’améliorer l’image de la marque. D’abord en réhabilitant le boxer, disparu des étiquettes en 1983, timidement réapparu en 1994, en égérie de l’entreprise. Puis en s'investissant au niveau local, notamment lors de la fête fédéral de tir à Bière en 2000.
Les efforts de la nouvelle direction sont récompensés dès 1999 avec un premier bilan positif. La production augmente d’année en année, atteignant 25'000 hectolitres en 2003,.
Après plusieurs années de croissance constante, la brasserie atteint sa limite de capacité. Le site de Romanel-sur-Lausanne ne permettant pas d'expansion en raison du manque de terrain disponible, Bière du Boxer achète l’usine désaffectée d’eau minérale Arkina à Yverdon-les-Bains. Fermées en 2008 par le groupe Feldschlösschen, les installations avaient été rachetées par la ville dans l'espoir de trouver un repreneur local,.
Les nouveaux locaux permettent au brasseur vaudois de moderniser ses installations et d'améliorer sa logistique. La nouvelle brasserie inaugurée en avril 2013, est capable de produire 50'000 hectolitres par an.
En 2014, la production dépassant les 40'000 hectolitres, Bière du Boxer SA planifie déjà sa prochaine extension, une réussite qui attire les convoitises. C’est finalement en 2017 que la brasserie zurichoise Doppelleu Brauwerkstatt AG absorbe le brasseur vaudois au sein de la Doppelleu-Boxer AG. Une fusion actée le 1 janvier 2018,.

### Depuis 2018, Doppelleu-Boxer / Chopfab-Boxer
Dans un premier temps l'arrivée du brasseur zurichois amène de nouveaux capitaux permettant des investissements massifs dans l’infrastructure du site de production d’Yverdon-les-Bains et une nouvelle identité visuelle plus moderne.
Mais la crise du COVID-19 et une politique d'investissement trop optimiste mènent le groupe au bord de la faillite en février 2024. À la recherche de liquidité, la direction de Doppelleu-Boxer AG, devenue Chopfab-Boxer en 2023, se tourne vers la brasserie appenzelloise Locher, connue pour la gamme Appenzeller Bier. Cette dernière rachète le brasseur zurichois et sa succursale vaudoise par la même occasion,.

## Anecdotes
- La Boxer Old a remporté une médaille d’or à Rome le 7 septembre 1983[21].

## Galerie

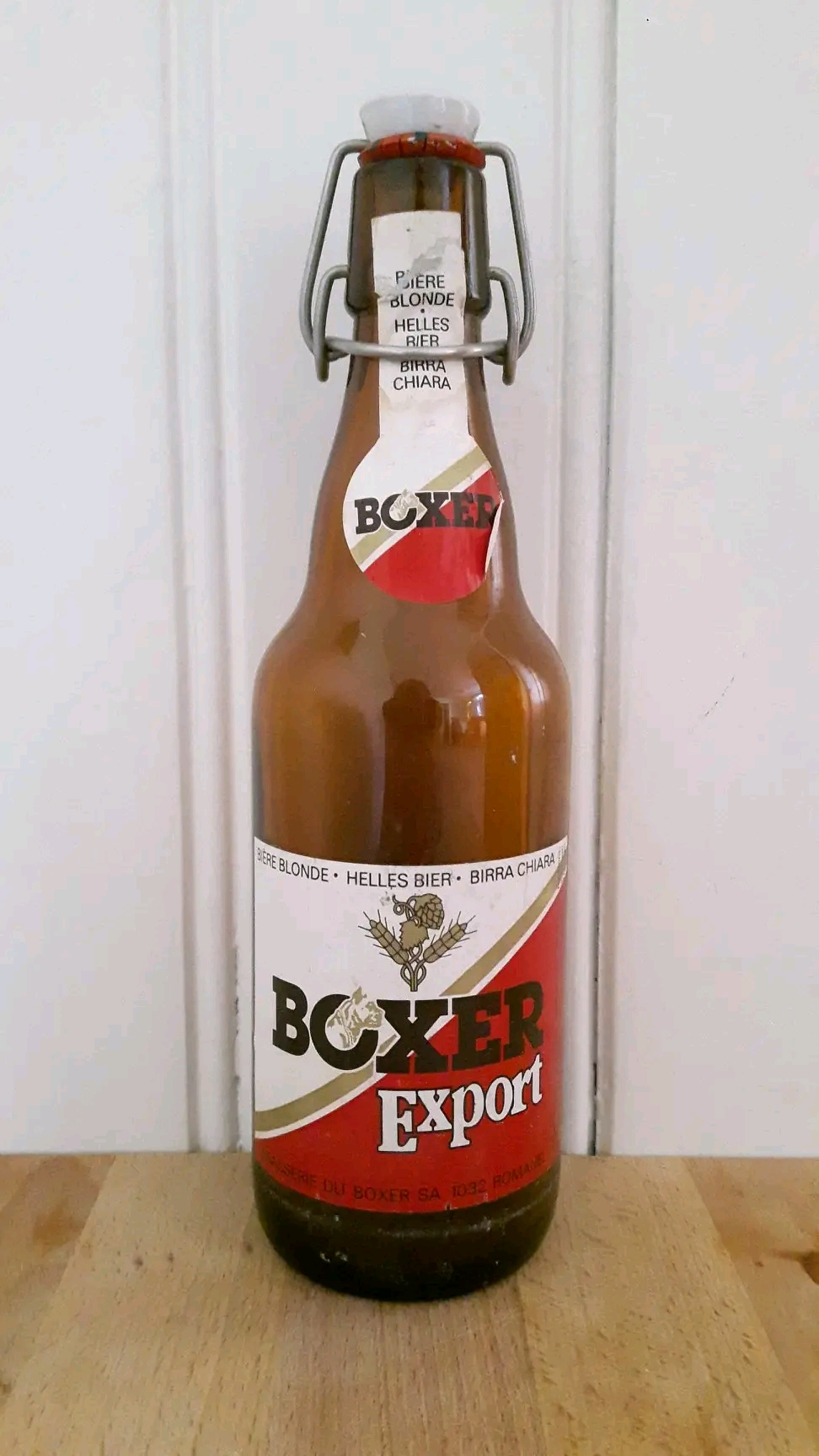
Boxer Export
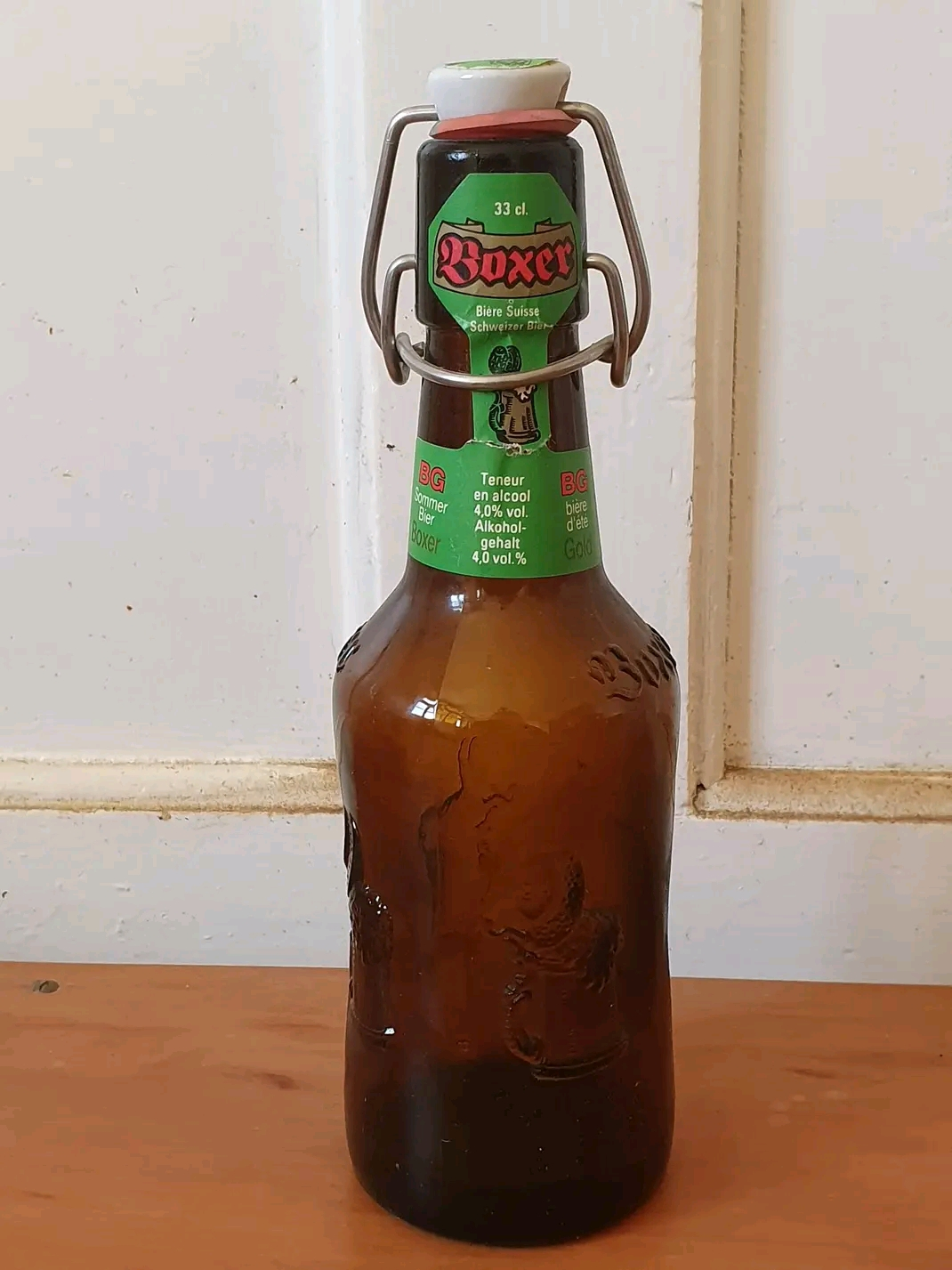
Boxer Gold 1983
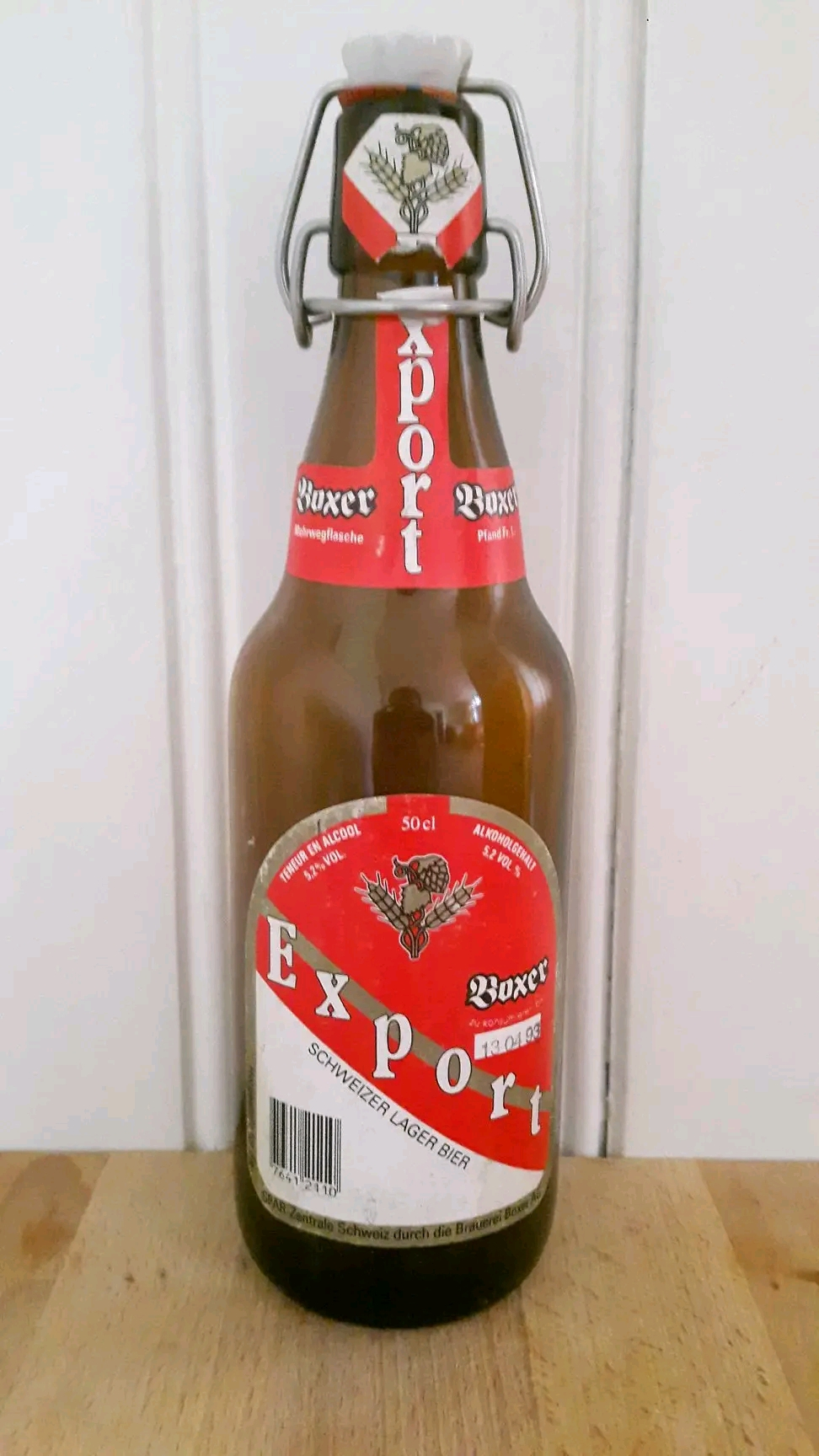
Boxer Export 1993
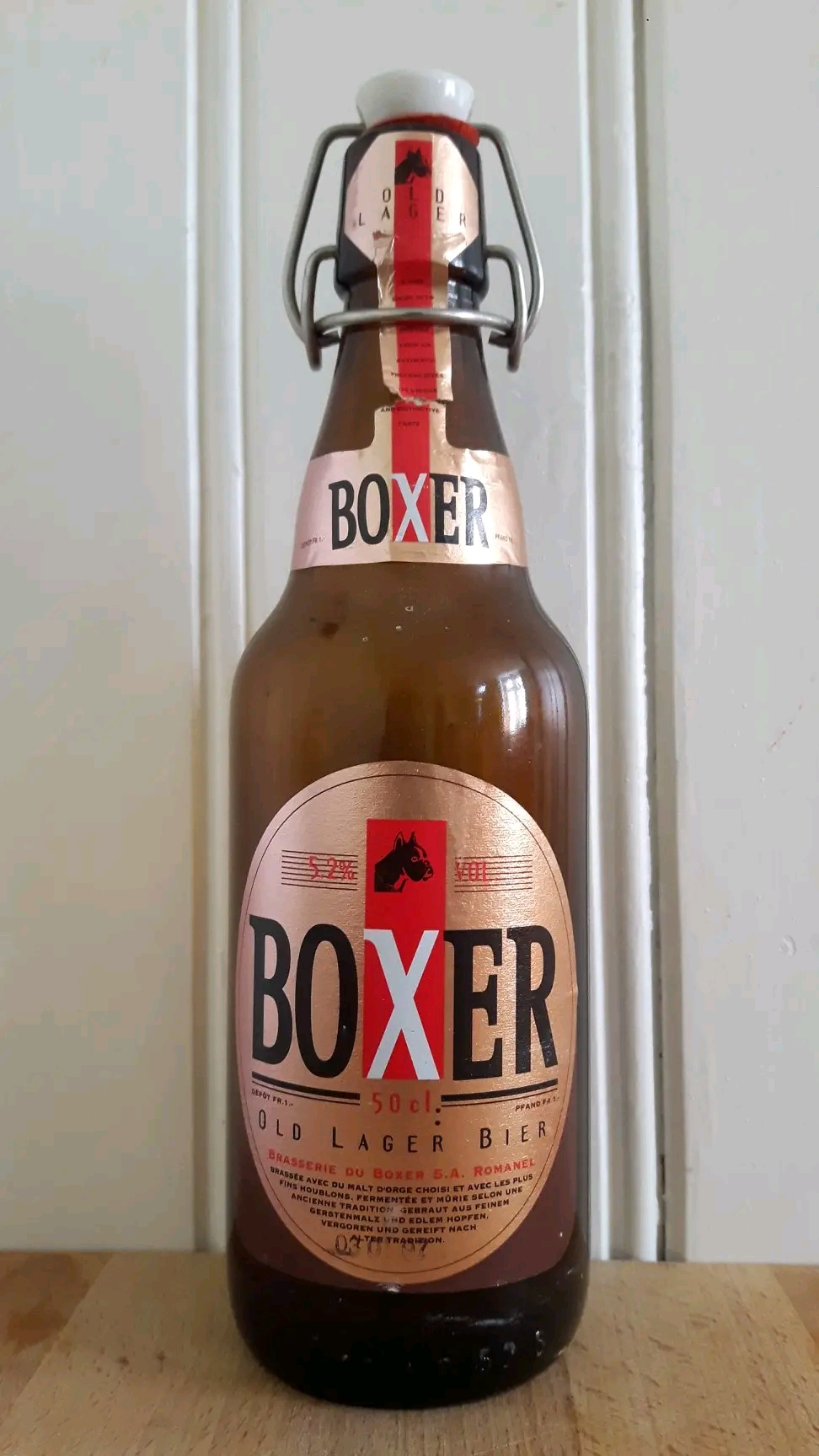
Boxer Old Lager 1997
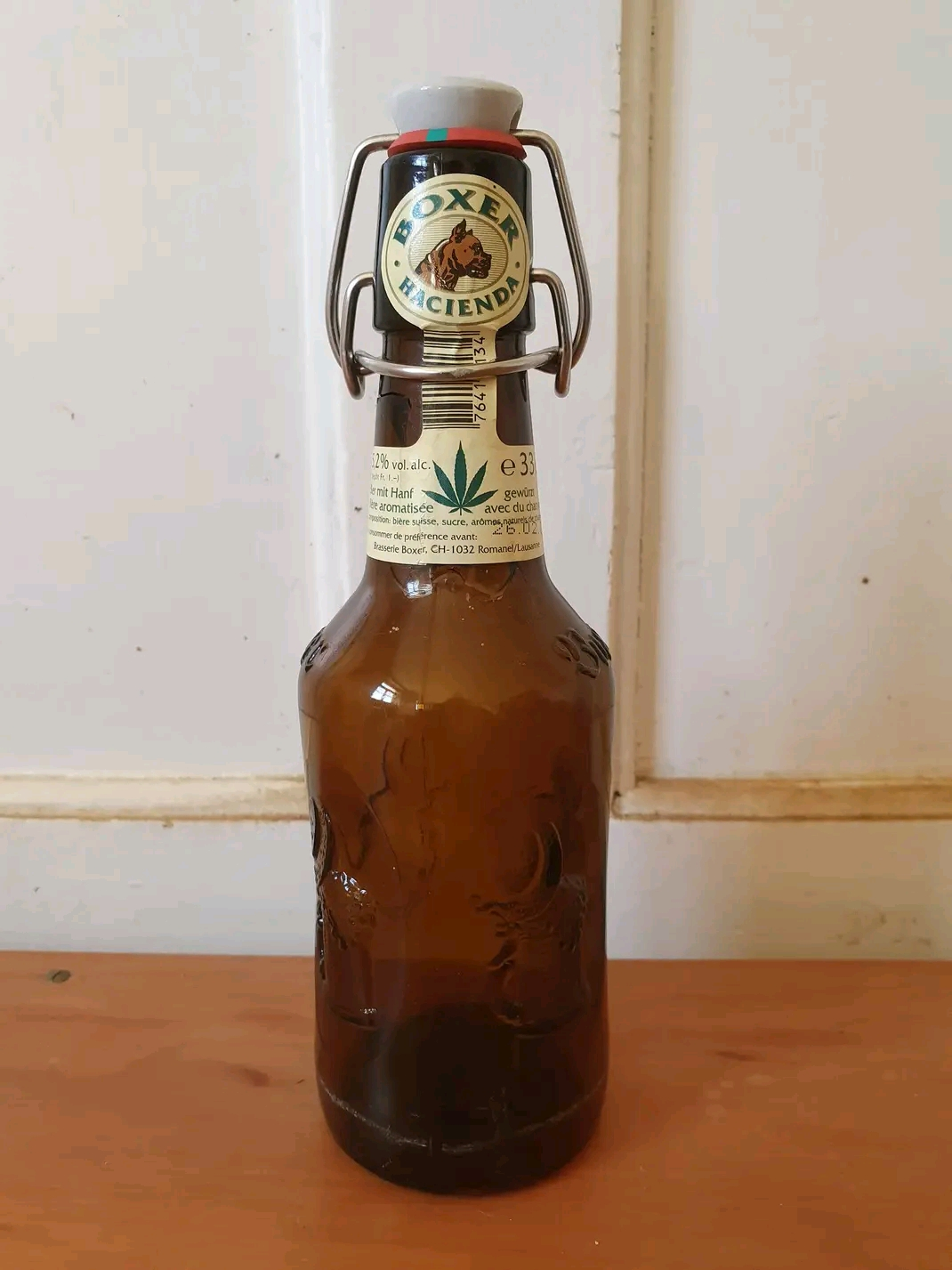
Boxer Hacienda
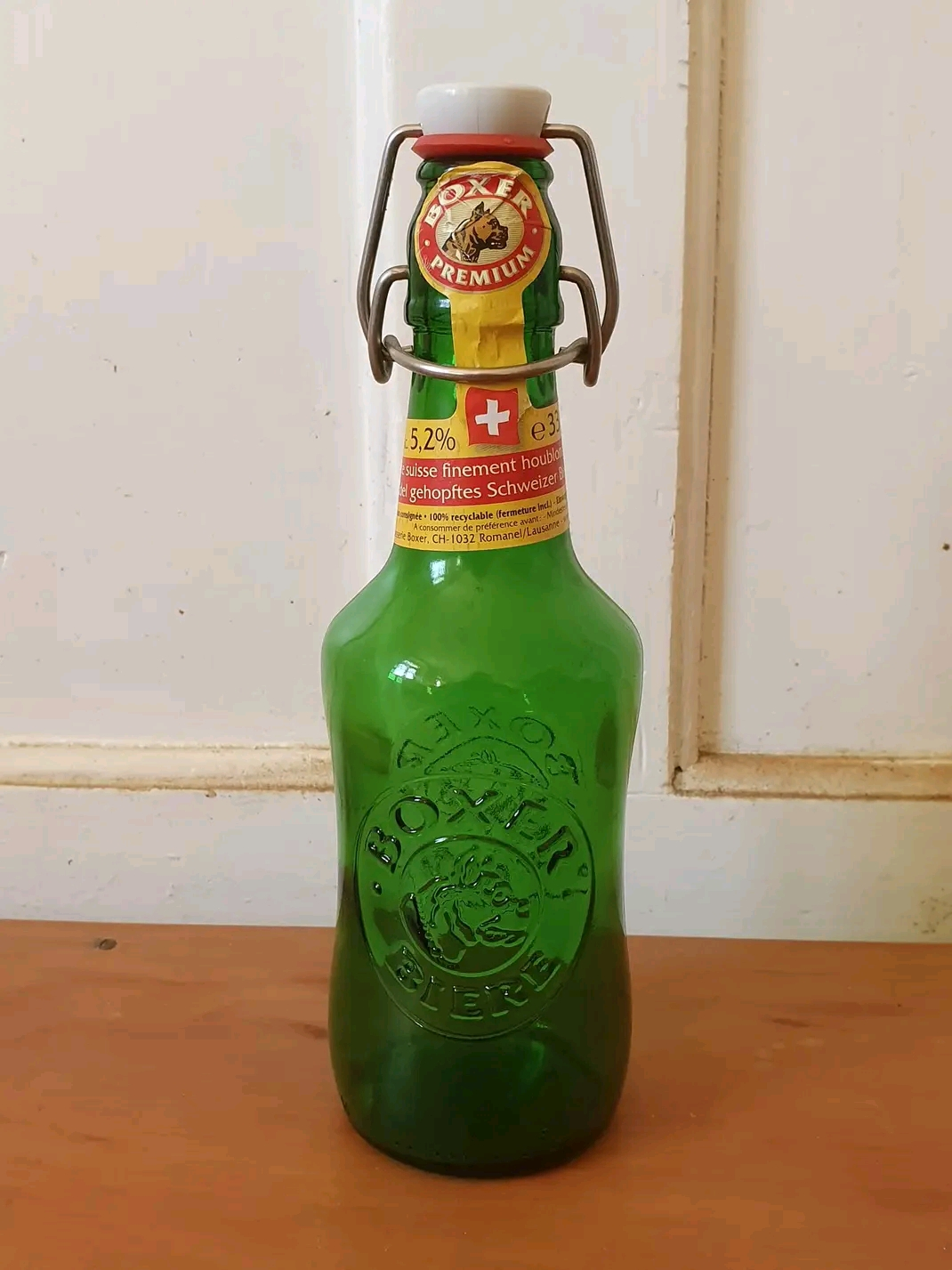
Boxer Premium
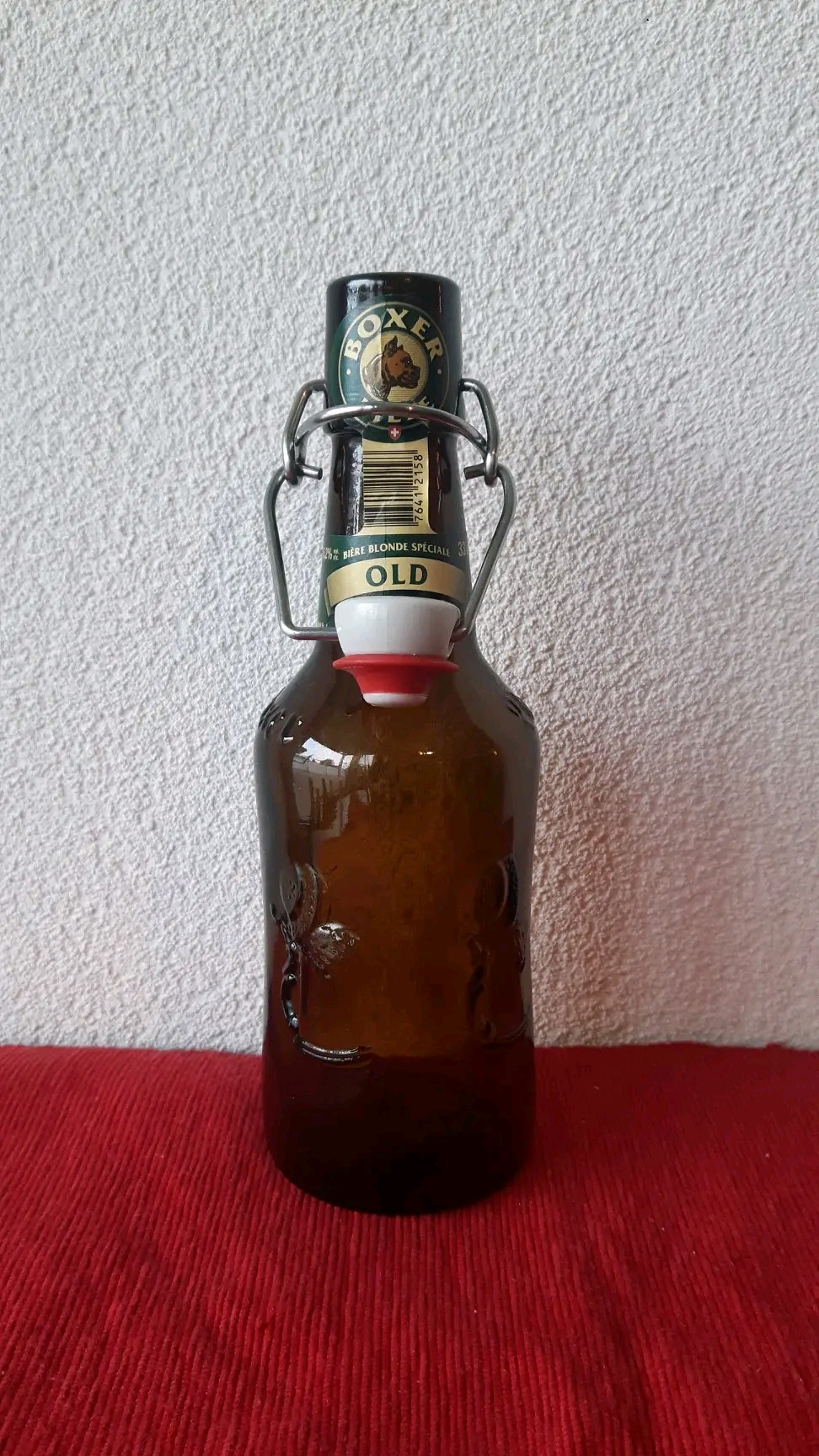
Boxer Old 33cl 2017
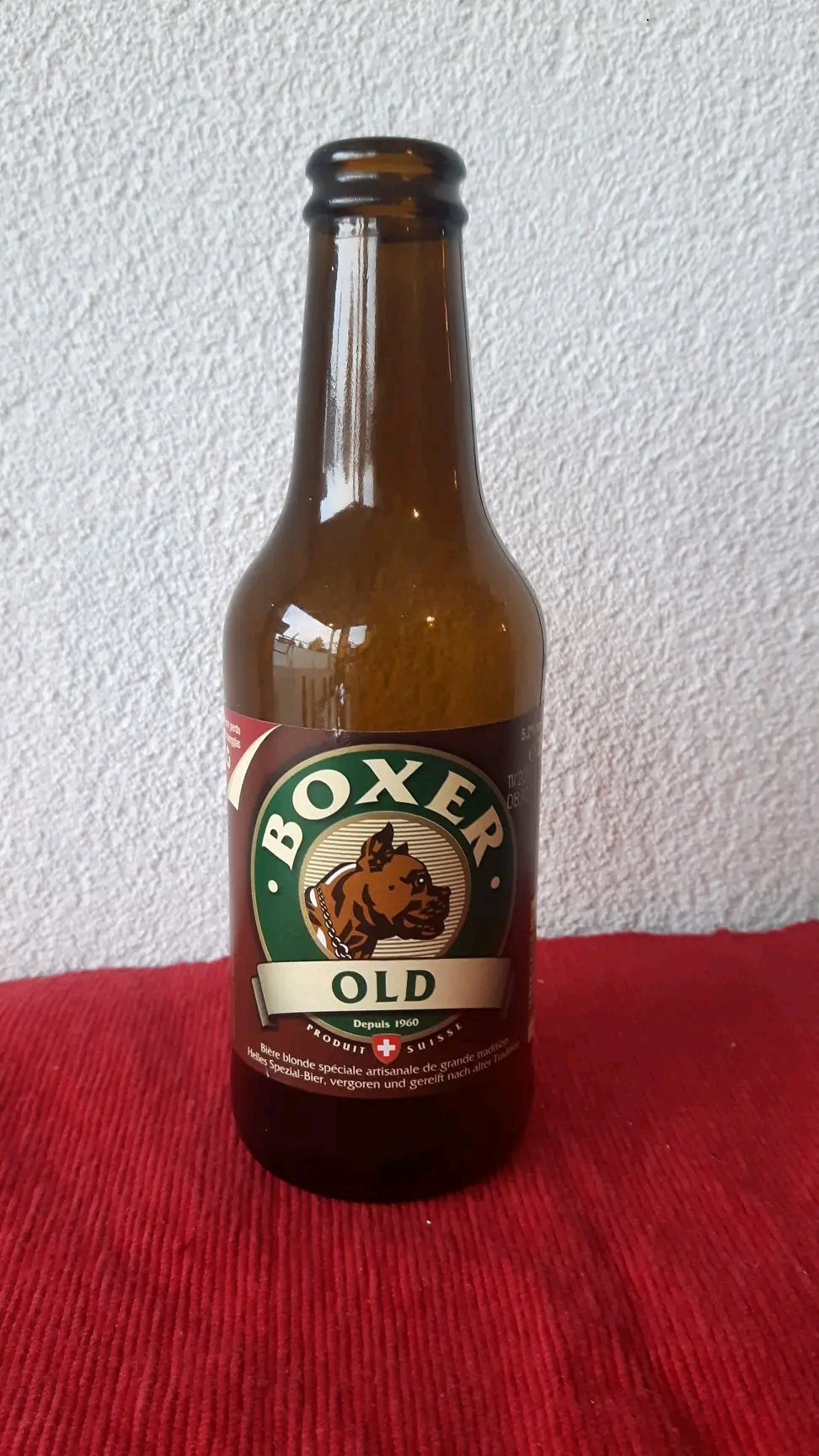
Boxer Old 25cl 2017
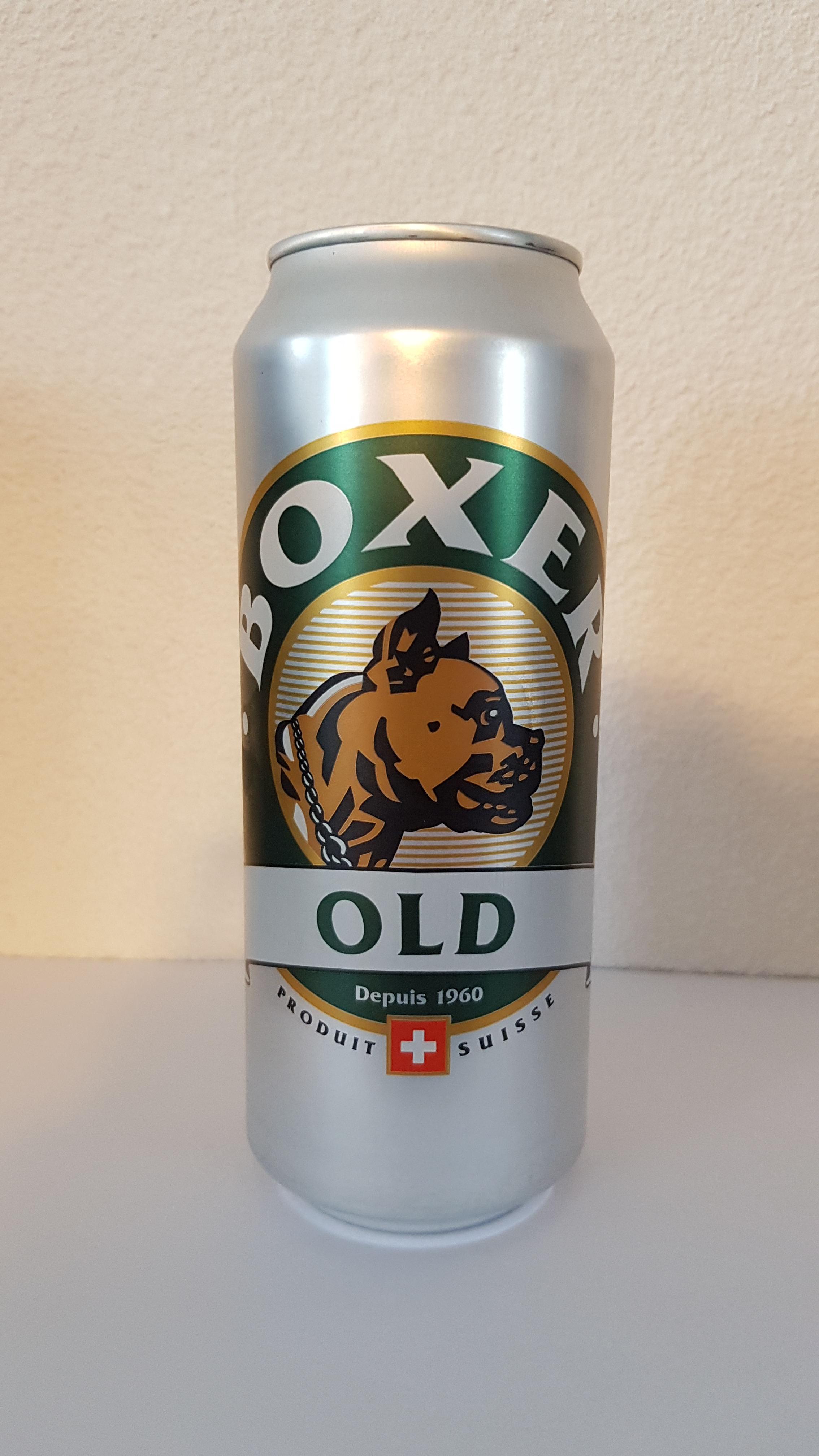
Boxer Old canette 50cl 2017
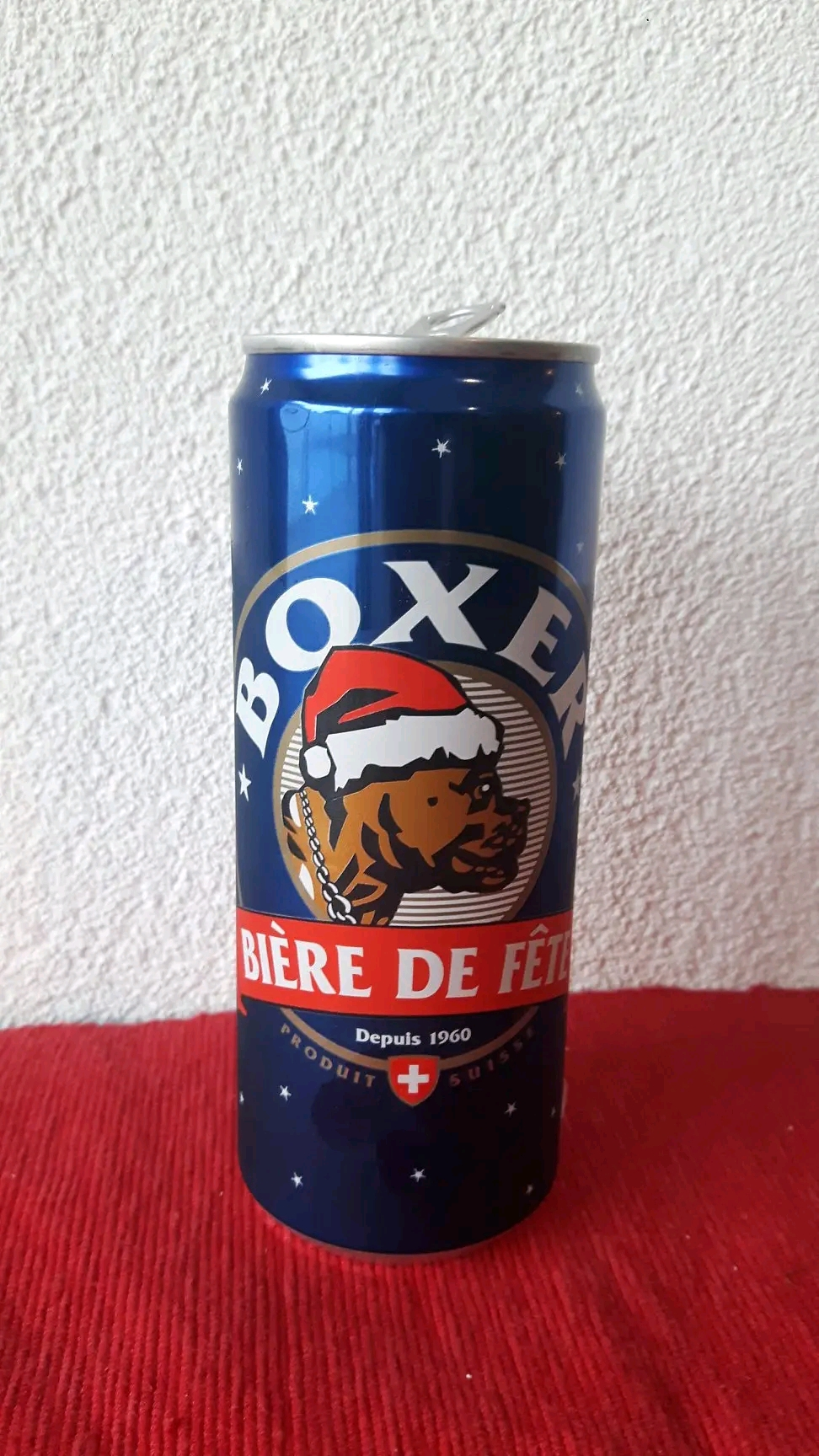
Boxer Bière de Fête
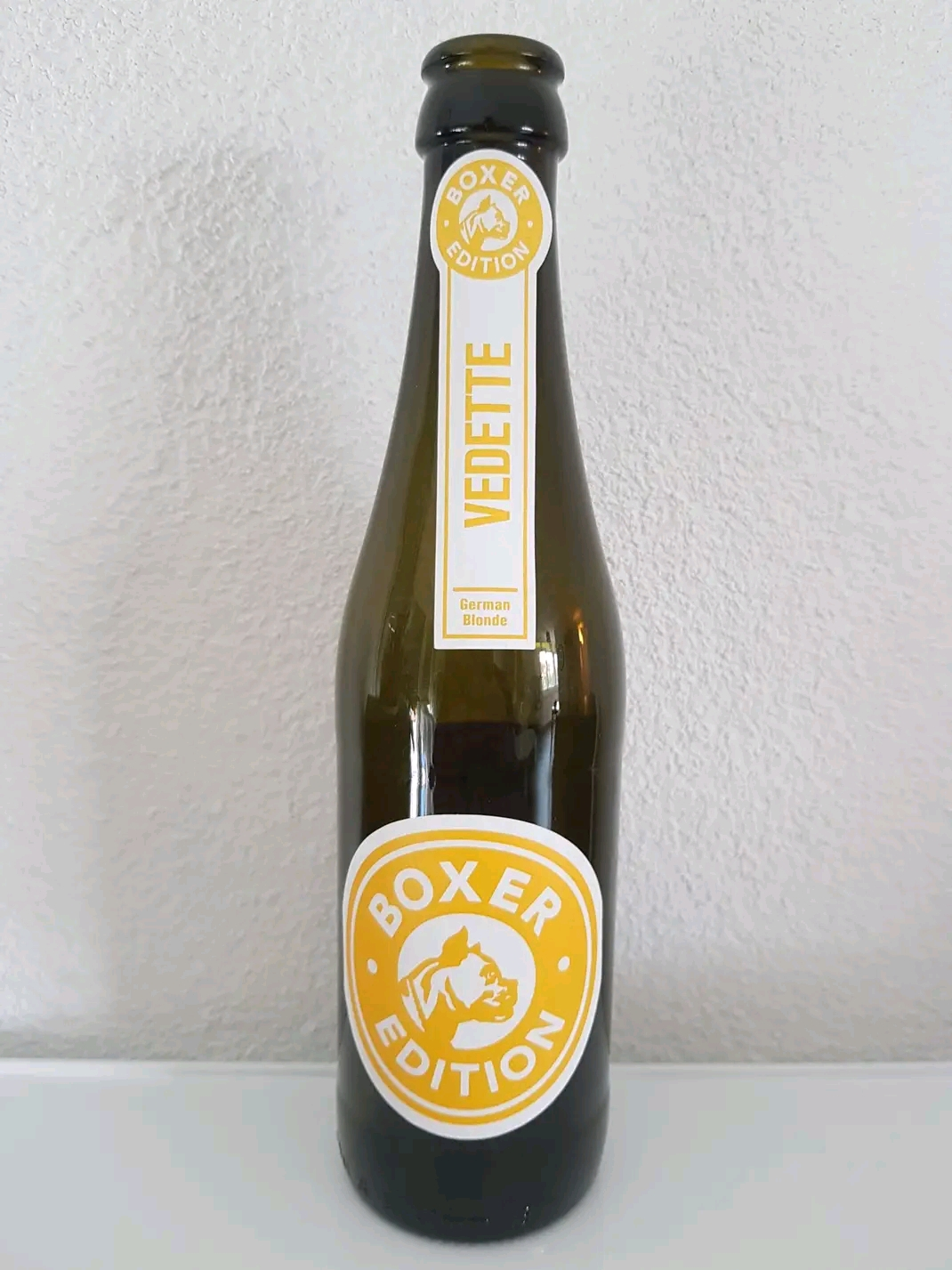
Boxer Vedette
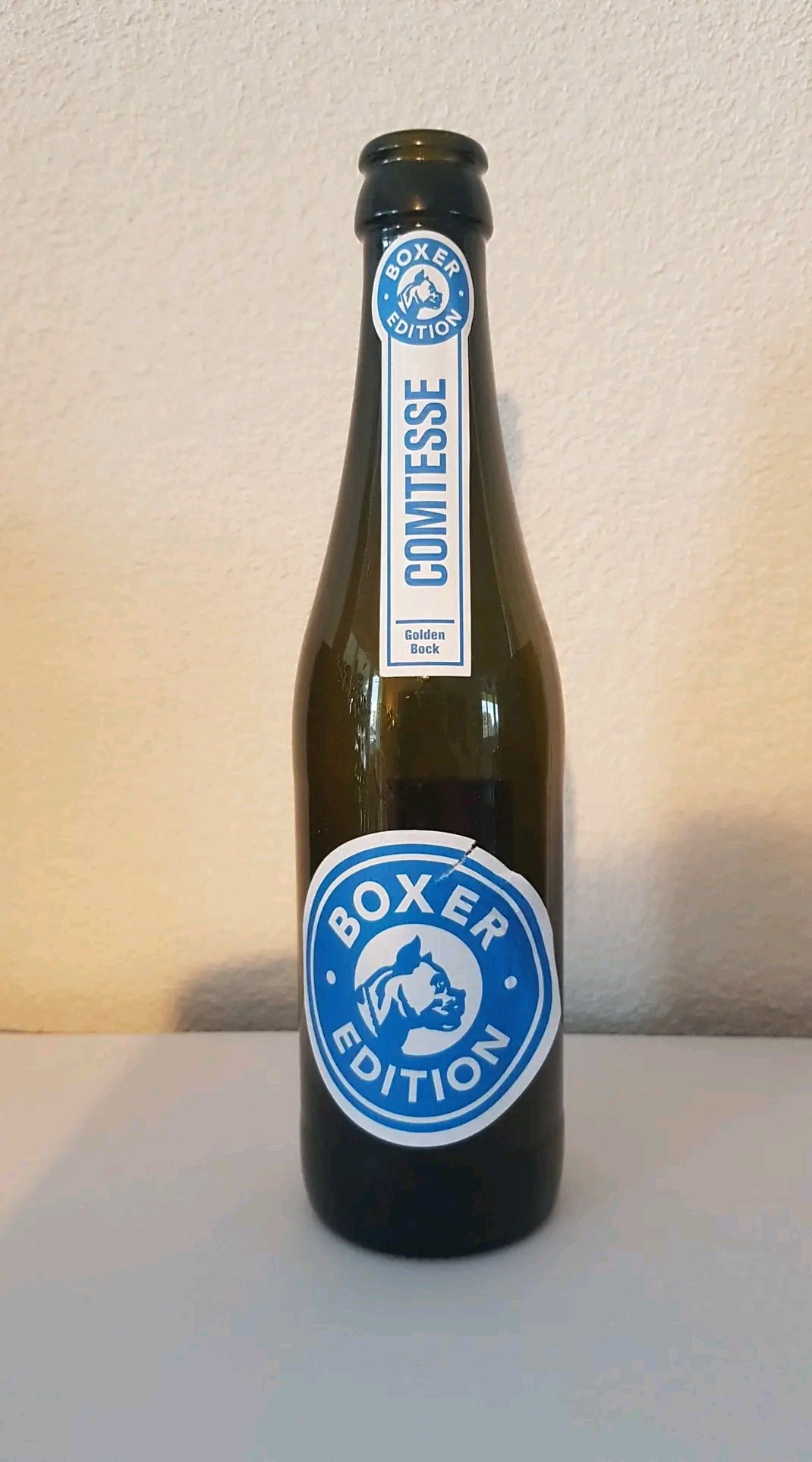
Boxer Comtesse
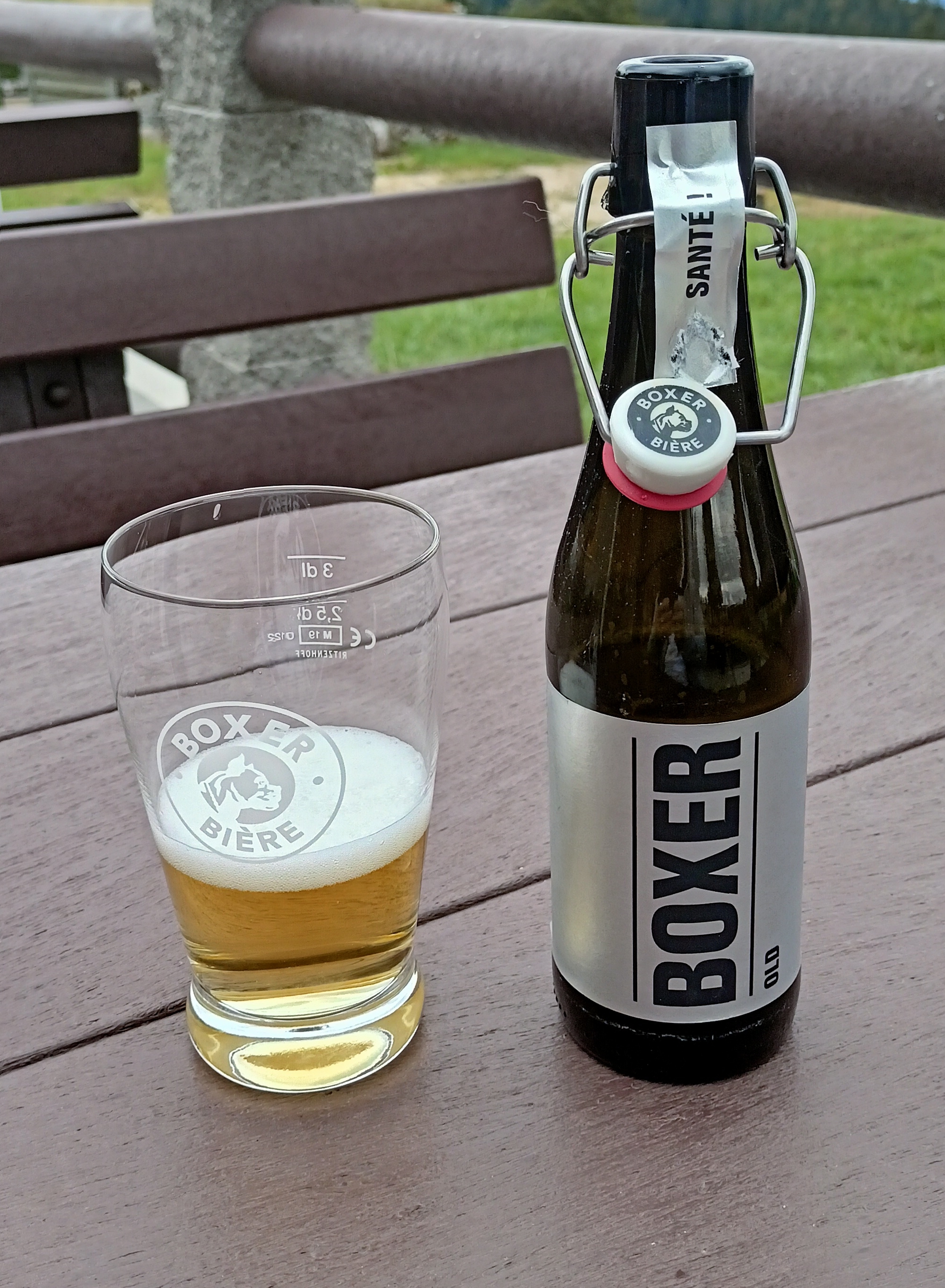
Bouteille et verre de bière Boxer au sommet du Suchet.